# Donjeta Sadiku
Donjeta Sadiku (* 8. Juli 1999 in Pristina) ist eine kosovarische Boxerin im Leichtgewicht.

## Karriere
Sadiku begann im Alter von 12 Jahren mit dem Boxen und trainierte im BK Gollaku von Pristina. Nach dem Gewinn der Kosovarischen Schülermeisterschaft startete sie auch bei der Junioren-Weltmeisterschaft 2015 in Taipeh und gewann überraschend die Silbermedaille in der Leichtgewichtsklasse. Im Federgewicht startend gewann sie dann auch Gold bei der Jugend-Europameisterschaft 2016 in Ordu und Silber beim selben Event 2017 in Sofia.
Bei ihrem ersten Erwachsenenbewerb, der Europameisterschaft 2018 in Sofia, unterlag sie in der Vorrunde des Leichtgewichts gegen Aneta Rygielska. 2019 gewann sie die Balkanmeisterschaft in Antalya und startete bei den Europaspielen desselben Jahres in Minsk, wo sie als Fahnenträgerin während der Eröffnungszeremonie einlief. Später verlor sie ihren Vorrundenkampf gegen Ditte Frostholm. Bei den 2021 in Tokio ausgetragenen Olympischen Spielen 2020 schied sie in der Vorrunde gegen Caroline Dubois aus.
2022 gewann sie dann im Leichtgewicht jeweils eine Bronzemedaille bei der Europameisterschaft in Budva und der Weltmeisterschaft in Istanbul.
2023 gewann sie die Balkanmeisterschaft in Albena und nahm an den Europaspielen in Krakau teil, wo sie im Viertelfinale gegen Estelle Mossely ausschied.
Beim Olympia-Qualifikationsturnier 2024 in Busto Arsizio erkämpfte sie mit Siegen gegen Shona Whitwell, Christina Linardatou, Felicitas Ganglbauer und Alessia Mesiano einen Startplatz im Leichtgewicht bei den Olympischen Spielen 2024 in Paris. Bei Olympia gewann sie in der Vorrunde gegen die Thailänderin Thananya Somnuek, verlor jedoch anschließend knapp mit 2:3 gegen die Kolumbianerin Angie Valdés.